# Isingrim (Ottobeuren)

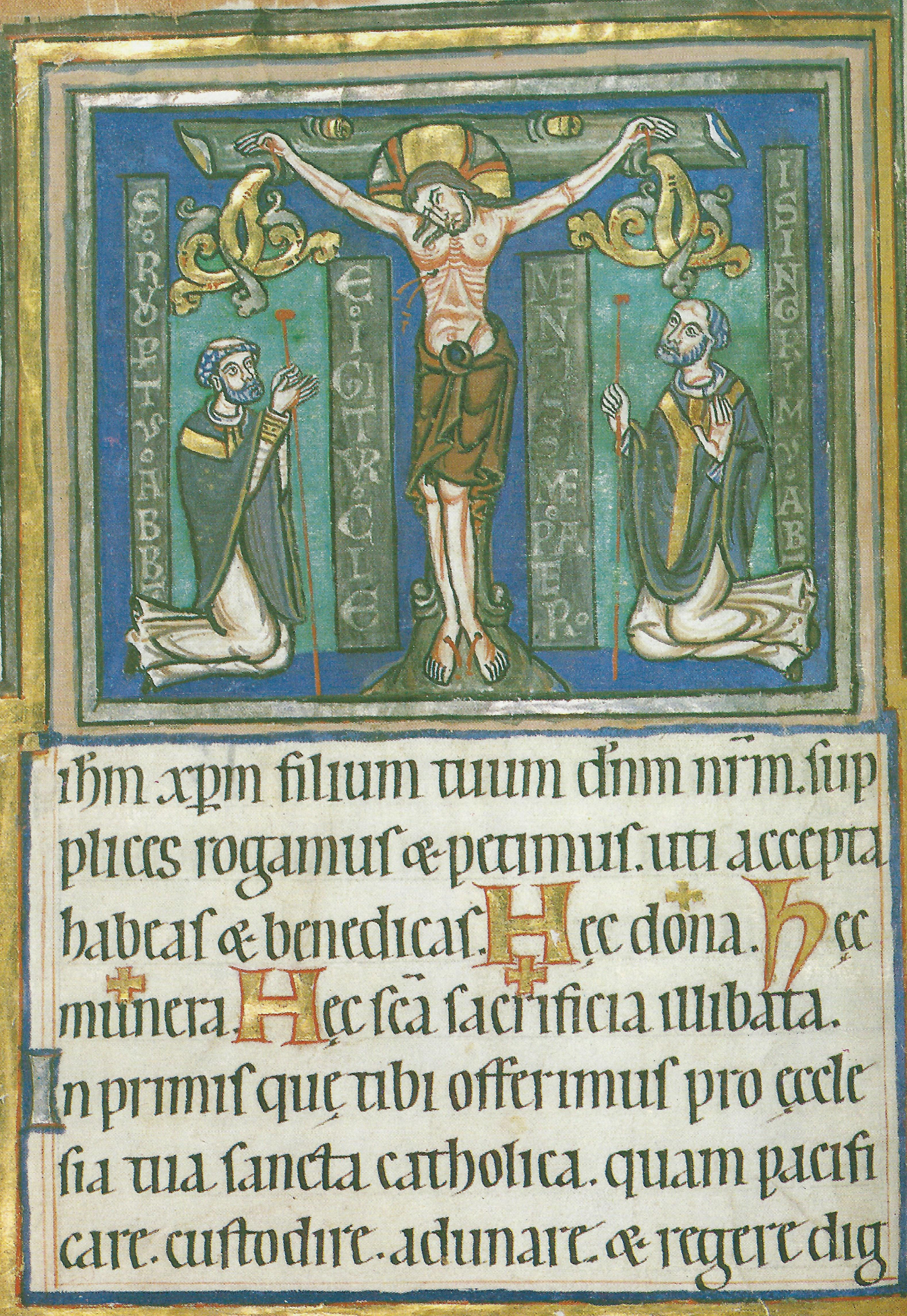
Darstellung der Äbte Rupert und Isingrim, 12. Jahrhundert

Isingrim († 1180) war Abt des Klosters Ottobeuren (1145–1180) und Nachfolger des Rupert von Ottobeuren († 1145).
Isingrim wurde nach dem Tod seines Vorgängers, des Klosterreformers Rupert, Abt in Ottobeuren (1145). Er konnte auf dem durch die Klosterreform Erreichten aufbauen. Mit dem berühmten Geschichtsschreiber und Bischof Otto von Freising (1138–1158) befreundet, begann er die Ottobeurer Chronik zu verfassen und ließ kostbare liturgische Handschriften anfertigen, u. a. das Isingrim-Missale, das Kollektar des Mönches Reinfrid oder das Ottobeurer Graduale, das Miniaturen der Äbte Rupert und Isingrim zeigt. Unter Isingrim muss auch die verloren gegangene Vita seines heiligen Vorgängers niedergeschrieben worden sein. Ausfluss einer wieder einsetzenden Schriftlichkeit im Kloster waren Geschichtsschreibung und liturgische Texte, Urkunden und ein Traditionsbuch, zumal die im 12. Jahrhundert gefälschten Urkunden, die für historische Erinnerung und ein neu erwachtes Interesse an der Vergangenheit des Klosters stehen. Ottobeurer Skriptorium und Malschule waren dabei Teil eines kulturell-religiösen Aufschwungs im Kloster.
Abt Isingrim erweiterte die Reformtätigkeit des Klosters nach außen hin, seine Mönche besiedelten im Jahr 1146 das Südtiroler Kloster Marienberg, das in der Folge durch fünf Ottobeurer Professen als Äbte eng mit dem Mutterkloster verbunden war. Eine Folge der Reformen Ruperts und Isingrims war es auch, dass Ottobeuren in den Jahren 1152 und 1171 wichtige Privilegien Papst Eugens III. (1145–1153) und Kaiser Friedrich Barbarossas (1152–1190) erlangte.
Isingrim war der Gelehrte und Künstler, der auf Rupert, den heiligen Reformer, aufbauen konnte. Beide, Rupert und Isingrim, prägten durch ihre langen Amtszeiten intensiv die Geschichte Ottobeurens im 12. Jahrhundert, wenn auch die letzten Amtsjahre Isingrims durch dessen Geisteskrankheit verdunkelt wurden. Im Jahr 1180 starb Isingrim.